# Charaxes illuminata
Charaxes illuminata är en fjärilsart som beskrevs av Rousseau-decelle 1938. Charaxes illuminata ingår i släktet Charaxes och familjen praktfjärilar. Inga underarter finns listade i Catalogue of Life.